# Tang Yin

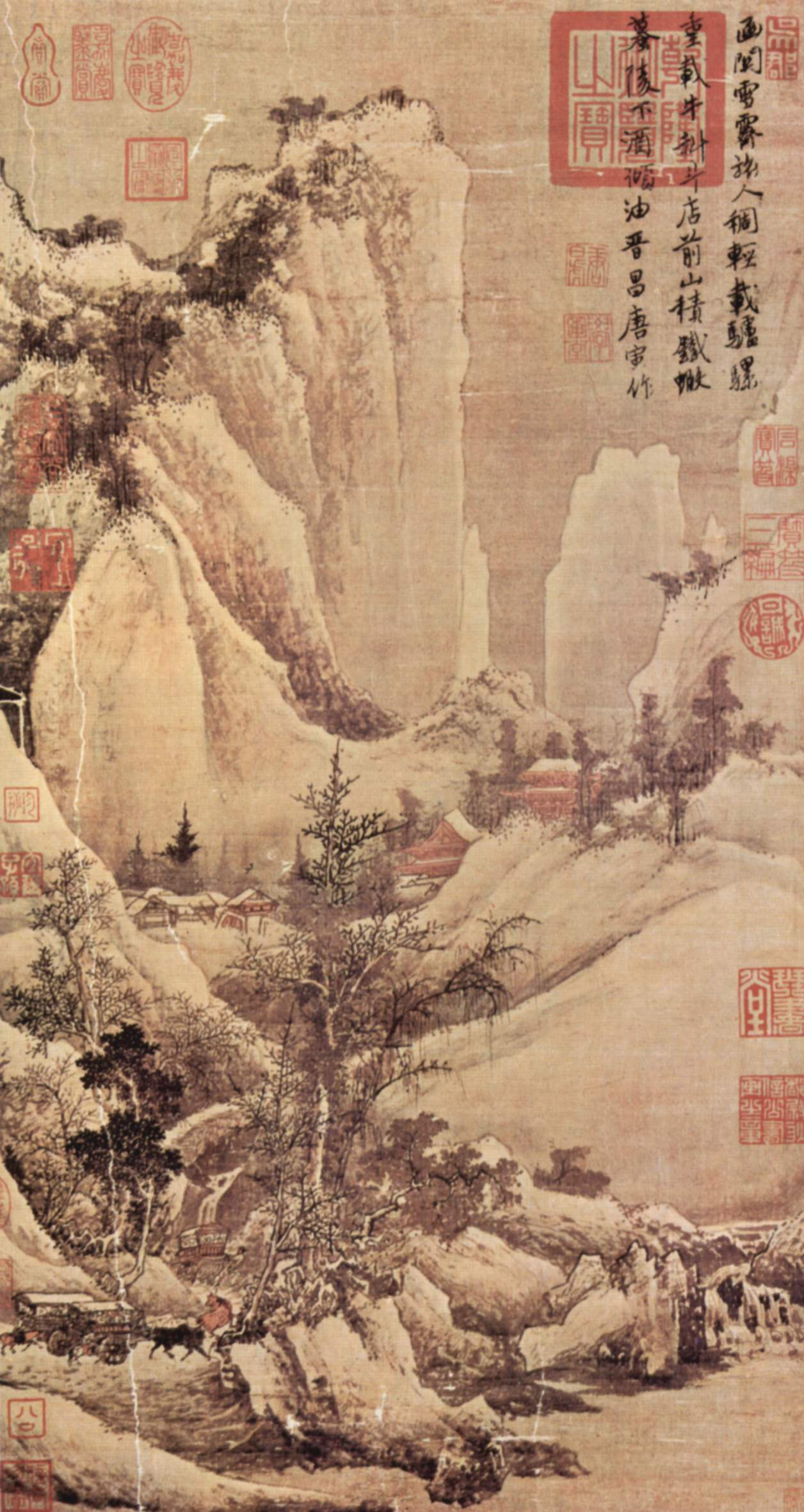
Neteja després d'una nevada en un pas de la muntanya de Tang Yin (1470-1524)

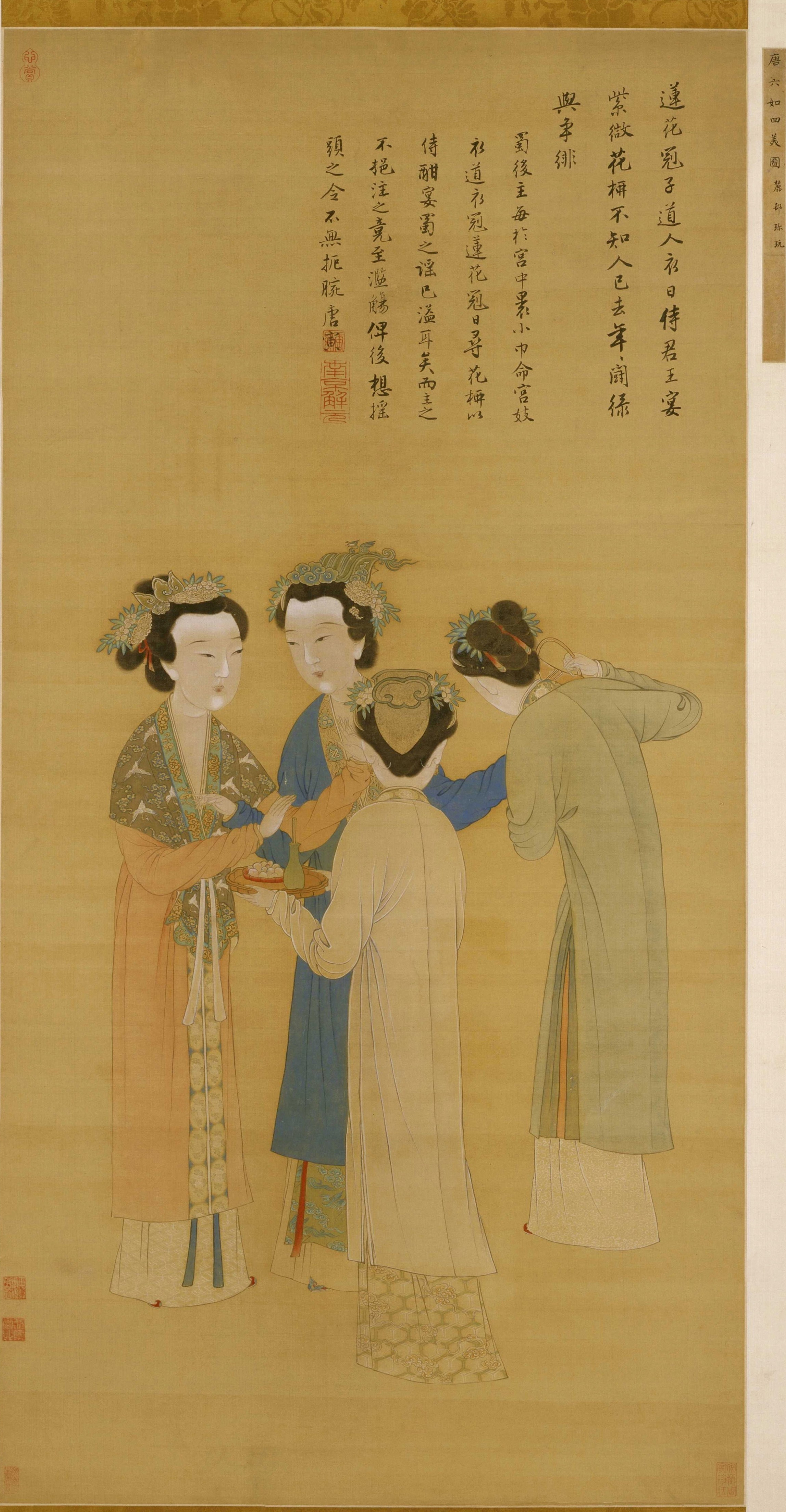
Dames de la cort de l'antiga Shu de Tang Yin (1470-1524)

Tang Yin (xinès: 唐寅; pinyin: Táng Yín; cantonès: Tong Yan; 1470-1524), més conegut pel seu go Tang Bohu (唐伯虎, tot i que no sol ser costum trobar en un mateix individu el cognom i el go), va ser un erudit pintor, cal·lígraf i poeta xinès del període de la dinastia Ming la història del qual ha passat a formar part de la tradició popular. Tot i que va néixer durant la dinastia Ming, moltes de les seves pintures (especialment les de persones) estaven il·lustrades amb elements del Pre-Tang a la dinastia Song (segle XII).
Tang Yin (1470-1523) és un dels més notables pintors de la història de l'art xinès. Forma part de l'elit de pintors “Els quatre mestres de la dinastia Ming” (Ming Si Jia), que també inclou a Shen Zhou (1427-1509), Wen Zhengming (1470-1559) i Qiu Ying (ca. 1495-1552). Tang també va ser un dotat poeta, junt amb els seus contemporanis Wen Zhengming (1470-1559), Zhu Yunming (1460-1526) i Xu Zhenqing, coneguts com els “Quatre mestres de la literatura de la regió de Wuzhong.”

## Breu biografia
Tang va sorgir de la decisiva classe mercadera de Suzhou, amb el baixíssim nivell econòmic del fill del treballador d'un restaurant. Tot i el que diuen algunes versions, sembla que va estudiar molt durant la seva joventut, prestant poca atenció als encants mundans. El seu geni, que més endavant faria que se'l reconegués com el suprem talent de la zona de Jiangnan (Sud de la Xina), aviat el va dur als rics, potents i dotats cercles de Suzhou. Wen Zhengming es va fer amic seu; el pare de Wen, Wen Lin (1445-1499), li va fer de patrocinador, proporcionant-li els contactes adequats.

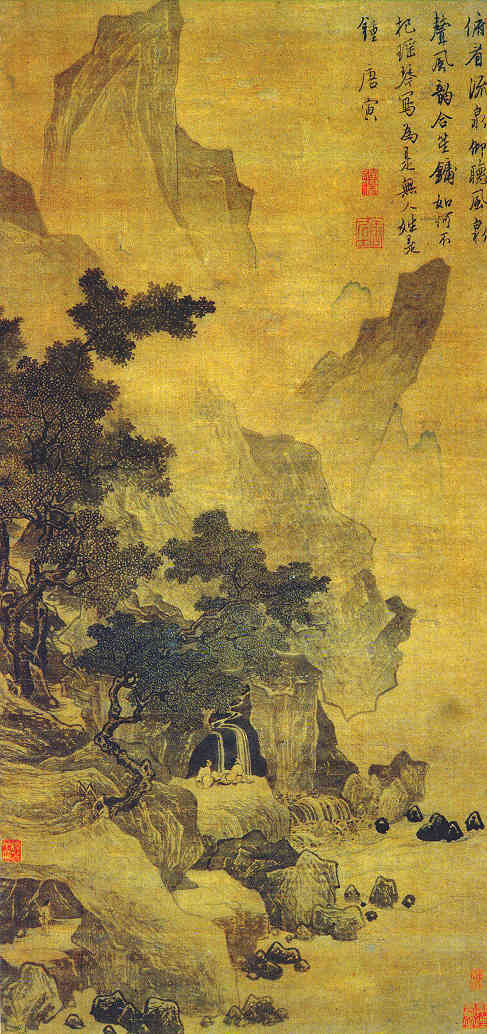
Observant la primavera i escoltant el vent (看泉聽風圖), Tang Yin, Nanjing Museum

Va ser un estudiant brillant i va esdevenir el protegit de Wen Lin. Els seus amics en el cercle acadèmic de Suzhou incloïen Shen Zhou, Wu Kuan (1436–1504) i Zhu Yunming. El 1498 Tang Yin va arribar el primer als exàmens provincials de Nanjing, la segona etapa de la carrera d'exàmens del servei civil. L'any següent va anar a la capital per fer els exàmens nacionals, però ell i el seu amic Xu Jing (?- 1507) van ser acusats de subornar el servent d'un dels caps examinadors perquè els donés abans les preguntes de l'examen. Totes les parts van anar a la presó, i Tang Yin va tornar a Suzhou en desgràcia. Les seves justificades grans esperances d'una distingida carrera en el servei civil es van esborrar per sempre.
Negada una posterior promoció oficial, va buscar-se una vida de plaers i es va guanyar el sou venent els seus quadres. Aquesta manera de viure el va dur a un descrèdit amb la següent generació d'artistes i crítics (per exemple, Dong Qichang) que creien que la independència financera era vital per permetre que un artista seguís el seu propi estil i inspiració. Tot i que s'associa a Tang amb les pintures de belleses femenines, els seus quadres (especialment els paisatges) mostren la mateixa varietat i expressió que les dels seus col·legues i revela un home de gran habilitat artística i profund enteniment.

## Cal·ligrafia i poesia de Tang Yin
Tang Yin va desenvolupar un admirable talent amb l'escriptura semi-cursiva (també coneguda com a escriptura en carrera). Els seus poemes toquen temes que mai haurien tractat persones com ara Wen Zhengming o l'anterior Shen Zhou. Tang sembla empès a tractar els elements bàsics de l'home: l'enveja, la venalitat i la cobdícia. Una tràgica frustració, provocada per la creença en l'inaturable destí i l'amargor de la veritat suprema, impregna els seus poemes més pensatius. De vegades el venç una pena tràgica per la pèrdua de la innocència infantil; de vegades fins i tot l'amor està ple de perdició i infelicitat. Aquells poemes que aconsegueixen començar amb un to optimista, sovint acaben amb un to de remordiment.

Un vers curt sobre el bambú
La lluna s'enfonsa a la quarta guàrdia,
Les finestres de paper semblen transparents;
Estimulat pel vi, recolzo el cap i llegeixo una estona.
Pensaments elevats, me'ls forço, però no me'n surto;
Deu tiges, encara verdes a l'hivern, projecten abundants ombres.